# 제6회 시네마 디지털 서울
제6회 시네마 디지털 서울은 2012년 8월 22일에 열린 시상식이다.

## 수상 및 후보

### 블루카멜레온상
- 릴루의 모험 - 구마사카 이즈루 수상
- 베이비 팩토리 - 에두아르도 로이 주니어 수상

### 그린카멜레온상
- 베이징에서 태어나긴 했다만 - 마 리 수상

### 화이트카멜레온상
- 리알토 - 아딜칸 에르자노프 수상

### 무비꼴라쥬상
- 가족시네마 - 별 모양의 얼룩 - 홍지영 수상
- 가족시네마 - 순환선 - 신수원 수상
- 가족시네마 - E.D. 571 - 이수연 수상
- 가족시네마 - 인 굿 컴퍼니 - 김성호 수상

### 버터플라이상
- 위로공단 - 임흥순 수상
- 림보에서 보낸 한철 - 이창재 수상
- 해파리 - 이사무엘 수상

### 블루카멜레온상-특별언급
- 리베르타 - 칸 루메 수상

### 아시아경쟁
- 릴루의 모험 - 구마사카 이즈루 수상
- 설인 - 이사무엘
- 셰익스피어 머스트 다이 - 잉 케이
- 센티멘탈 애니멀 - 우 취엔
- 리알토 - 아딜칸 에르자노프
- 다굴루안의 아이들 - 구티에레즈 망간사칸 2세
- 무인지대 - 후지와라 토시
- 맥덜, 음악돼지 - 브라이언 체
- 리베르타 - 칸 루메
- 인 에이프릴 더 팔로윙 이어, 데어 워즈 어 파이어 - 위차논 소문자른
- 311 - 마츠바야시 요주
- 계란과 돌 - 지 황
- 환호불가 - 양진
- 베이징에서 태어나긴 했다만 - 마 리
- 베이비 팩토리 - 에두아르도 로이 주니어

### 버터플라이
- 영건 탐정사무소 - 오영두
- 설인 - 이사무엘
- 간지들의 하루 - 이숙경
- 잠 못 드는 밤 - 장건재
- 벌거숭이 - 박상훈
- 비념 - 임흥순
- 하나안 - 박루슬란
- 검은 갈매기 - 노경태
- 미쓰 마마 - 백연아
- 경복 - 최시형
- 비구니 - 이창재

### 브라이트포커스
- 가족시네마 - 별 모양의 얼룩 - 홍지영
- 가족시네마 - 순환선 - 신수원
- 가족시네마 - E.D. 571 - 이수연
- 가족시네마 - 인 굿 컴퍼니 - 김성호
- 창 - 연상호
- 원시림 - 이현정
- 가면놀이 - 문정현
- 청포도 사탕: 17년 전의 약속 - 김희정
- 저수지의 괴물 - 이성강

### 퍼스펙티브
- 아니메 미라이 - 돼지 - 도모나가 가즈히데
- 아니메 미라이 - 거미 소녀 - 가이야 도시히사
- 아니메 미라이 - 모르는 척 - 미야시타 신페이
- 아니메 미라이 - 듀공과 바다로 - 히로시 카와마타
- 시그래프 아시아 2011ET - Various Artists
- 도쿄공원 - 아오야마 신지
- 타흐리르 - 스테파노 사보나
- 사크다 - 아피찻퐁 위라세타쿤
- 리스트 - 홍상수
- 심연 속으로 - 베르너 헤어조크
- 용문비갑 - 서극
- 일장춘몽 - 궈펑 허 외 1명
- 죽엄의 상자, 더 라이브 - 우혜경
- 잿가루 - 아피찻퐁 위라세타쿤

### CinDi 익스트림
- 눈물의 유리 너머 - 스티븐 퀘이 외 1명
- 식인산 - 니야 나오유키
- 일장혁명중환미래득급정의적행위 - 쑨쉰
- 상대적인 위치 - 고시마 가즈히로

### CinDi 올나잇
- 더 몬스터 오브 닉스 - 로스토
- 욕망의 날개 - 에릭 팔라도
- 오 윌리... - 에마 데 스와프 외 1명2
- 황혼 - 노브레인
- 커밍 오브 오라클 - 라오 하이드메츠
- 로봇과 예수 - 리호 운트
- 침실 속의 폭풍 - 로렌스 아리카디아즈 외 1명
- 미친 토끼 - 페도&니에토
- 라자로브 - 니에토
- 용문비갑 - 서극
- 병사의 제전 - 하길종

### 디지털 복원
- 병사의 제전 - 하길종